# Brachystele icmadophila
Brachystele icmadophila là một loài thực vật có hoa trong họ Lan. Loài này được Schltr. ex Pabst mô tả khoa học đầu tiên.